# 四カ年計画
四カ年計画（よんかねんけいかく、Vierjahresplan）は、ナチス・ドイツにおいて計画・実行された経済計画。
1933年の第一次四カ年計画は失業の解消とドイツの富国を約したスローガン的なものだったが、1936年の第二次四カ年計画はドイツの国際的自主性の確保とまたそれに伴う戦争に備えて、特に食料と原料を外国に頼ることのない自給自足の経済活動（アウタルキー）の確立を目指した。ナチス政権のNo.2であるヘルマン・ゲーリングが計画の全権（ドイツ語: Beauftragter für den Vierjahresplan）となり、計画の実行を行う四カ年計画庁は国家省庁として大きな権力を握った。しかし軍備充実を図る途上の1939年9月に第二次世界大戦が勃発し、計画はさらに延長されることになったが、次第に軍需省などに主導権を奪われていった。

## 第一次四カ年計画
1933年1月30日に首相に任命され政権を獲得したアドルフ・ヒトラーは、2月10日の演説で「ドイツ国民よ、我々に4年の歳月を与えよ、しかる後、我々に審判を下せ!」と訴えた。ヒトラーは「ドイツは今後、四年間に失業者が600万人から100万人に減少するであろう。全国民所得は140億マルクから560億マルクに増加するであろう。自動車生産は4万5000台から25万台に増加するであろう。ドイツは人類始まって以来の空前の道路を持つことになるであろう。中産階級及び貿易は未曽有の好景気になるであろう。幾百万の家屋を有する巨大新家族集団地が帝国各地に出現するであろう。ドイツは一人のユダヤ人の力も借りずして知的覚醒を経験するであろう。ドイツの新聞はドイツのためにのみ活動するようになるであろう。」といった公約をドイツ国民に行った。これをヒトラーは2月1日に国民へのラジオ放送で「四カ年計画」と呼んだ。
この宣言どおり、ドイツの失業率は1937年には完全雇用が達成される状態となり、自動車生産台数は1936年の段階で30万台を超えていた。ただしこの時期、ドイツの経済運営において最も影響力を持っていたのは経済大臣兼ライヒスバンク総裁のヒャルマル・シャハトであった。シャハトの方針は戦争準備のためのアウタルキーよりも対米協調による平和的アウタルキーであり、急激な軍拡を怖れていた。しかしこの方針は「あらゆる公的な雇用創出措置助成は、ドイツ民族の再武装化にとって必要か否かという観点から判断されるべきであり、この考えが、何時でも何処でも、中心にされねばならない」「すべてを国防軍へということが、今後4～5年間の至上原則であるべきだ」と考えるヒトラーとは相容れないものであった。また1936年の夏頃には外貨不足と食糧不足によって、ドイツ経済は失速する危機を迎えていた。

## 第二次四カ年計画
1936年8月、ヒトラーは第二次四カ年計画の覚書の作成を開始した。そして9月9日のニュルンベルク党大会において第二次四カ年計画が発表された。こちらが一般に四カ年計画と呼ばれるものである。四カ年計画覚書の中でヒトラーは「経済の課題はドイツ民族が自己主張できるようにすること」「ドイツ経済は以降4年間のうちに戦争に耐えうる経済になっていなければならない」「ドイツ国防軍は四年間で戦場に投入可能なレベルになっていなければならない」と書いている。代替財・原料生産・貿易統制を推進して自給自足経済の確立を目指す内容そのものであった。
ヒトラーはこの四カ年計画の全権責任者にはナチ党および政府のNo.2であるヘルマン・ゲーリングを据えた。ゲーリングは12月17日の演説で「政治の必要に応じて採算を無視した生産を行わねばならない。どのくらい費用がかかってもかまわない。戦争に勝利すれば十分に償いがつくからだ。」と語り、ドイツの外国資源への依存を減らし、自給自足経済の確立を急いだ。以降、1936年から1942年にかけて、ゲーリングはドイツ経済の独裁者とも言える存在になった。
四カ年計画庁による設備投資はドイツ全体の設備投資の50％に達し、1936年から1942年にかけて同様の状態であった。このため非採算的な人造石油、人造繊維、合成ゴムの生産拡充が行われ、また軍備支出を大幅に増やしていった。結果、国家負債は激増し、国民の生活水準の成長率も半減したが、戦争経済体制の構築は進んだ。
この四カ年計画において実質的な実権者はゲーリングと親密な関係にあったIG・ファルベンのカール・クラウホ（Carl Krauch）であった。計画の役員もIG・ファルベンの社員で占められていた。そのため計画の全投資の三分の二はIG・ファルベンに割り当てられている。1938年からは実質的にIG・ファルベン計画となっていた。1939年1月には軍備費の増大に反対したシャハトらが完全に失脚し、ドイツの軍事経済化は一層進展していった。
四カ年計画は個別においては注目すべき成果もあったが、現実を無視して設定されていたため、全体目標は達せられなかった。本来ならば多様であるべき生産領域は輸出の制限から更に縮小させてしまった。軍備増強による国民経済の歪みはナチ党政権が巧妙に国民の目から隠した。
1942年3月、軍需大臣にアルベルト・シュペーアが就任し、戦争経済は大きく転換されることになった。特にスターリングラードの戦いにおける敗北以降、戦争経済は軍需省を中心としたものに改編されていき、四カ年計画庁の影響力も低下した。ただしゲーリングは戦争末期まで全権の地位を保ち、計画自体は存続した形となっている。